# Alexander Pawlowitsch Mereskin
Alexander Pawlowitsch Mereskin (russisch Александр Павлович Мерескин; * 3. Dezember 1987 in Moskau, Russische SFSR) ist ein russischer Eishockeyspieler, der seit Juli 2018 bei Admiral Wladiwostok in der Kontinentalen Hockey-Liga unter Vertrag steht.

## Karriere
Alexander Mereskin begann seine Karriere als Eishockeyspieler in seiner Heimatstadt in der Nachwuchsabteilung des HK Spartak Moskau, für dessen zweite Mannschaft er in der Saison 2005/06 in der drittklassigen Perwaja Liga aktiv war. In der Saison 2006/07 spielte er in der Wysschaja Liga, der zweiten russischen Spielklasse, für Molot-Prikamje Perm, Neftjanik Leninogorsk und Sokol Nowotscheboksarsk. Bei Neftjanik Leninogorsk verbrachte er auch die gesamte Saison 2007/08. Die Saison 2008/09 begann der Center beim HK Lada Toljatti aus der neu gegründeten Kontinentalen Hockey-Liga. Für die Mannschaft absolvierte er jedoch nur drei Spiele in der KHL, ehe er die folgenden eineinhalb Jahre beim Zweitligisten Juschny Ural Orsk verbrachte. In der Saison 2010/11 stand er für den PHK Krylja Sowetow Moskau und Toros Neftekamsk in der neuen zweiten russischen Spielklasse, der Wysschaja Hockey-Liga, auf dem Eis.
Zur Saison 2011/12 wurde Mereskin vom KHL-Teilnehmer Metallurg Nowokusnezk verpflichtet. Im Mai 2013 verließ er den verein, als er gegen Artjom Garejew und Sergei Jemelin von Salawat Julajew Ufa eingetauscht wurde. Für Ufa absolvierte er in den folgenden zwei Spieljahren knapp 100 KHL-Partien, ehe er im Juli 2015 zu seinem Heimatverein Spartak zurückkehrte.
Die Saison 2016/17 verbrachte er beim HK Sotschi, wurde aber im Mai 2017 aus seinem laufenden Vertrag entlassen. Anschließend war er vereinslos, ehe er im November des gleichen Jahres von Sewerstal Tscherepowez verpflichtet wurde. Für Sewerstal absolvierte er 23 KHL-Partien und wurde anschließend im Juli 2018 von Admiral Wladiwostok unter Vertrag genommen.

## KHL-Statistik
(Stand: Ende der Saison 2018/19)